# Màrqueting de guerrilla
El màrqueting de guerrilla o Below the line (traduït literalment al català significa sota de la línia), més conegut pel seu acrònim BTL, és una tècnica de màrqueting que consisteix en l'ús de formes de comunicació no massives dirigides a segments específics.
La promoció de productes o serveis es duu a terme mitjançant accions que es caracteritzen per l'ús d'altes dosis de creativitat, sorpresa i sentit de l'oportunitat, creant nous canals per comunicar missatges publicitaris i emprant recursos com ara marxandatge, esdeveniments, mecenatge, mitjans de difusió no convencionals, promocions i màrqueting directe, entre d'altres.
Comprèn tota una sèrie d'elements que permeten dur a terme una campanya de publicitat, i sol ser el complement de campanyes en mitjans de comunicació massius o tradicionals, denominades «sobre la línia» (traducció literal d'above the line, també coneguda per les seves sigles ATL).
En els models de comunicació personal, el feedback o retroalimentació és instantani; en canvi, amb la comunicació massiva, aquesta no és tan immediata. Els mitjans BTL no només agiliten la resposta, sinó que fan més mesurable l'efectivitat de la publicitat.
Embrace the line: aquesta denominació, popularitzada per Martín Bueno i Joe Wiseman en l'agència de Publicitat JWT a Nova York, fa referència a les accions de màrqueting que porten una part interactiva i que abracen l'ATL i BTL.

## Característiques
- Ús de la creativitat i els mitjans no convencionals.
- Creació d'una relació nova amb el consumidor.
- L'efecte ha de basar-se en la psicologia humana, no en les característiques tècniques del producte.
- Es pot combinar amb eines de eina de màrqueting tradicional (anàlisi de mercat, coneixement de la competència, estratègies).
- Possibilitat d'emprar la tecnologia amb l'objectiu de multiplicar l'efecte (màrqueting a Internet o màrqueting viral).

## Tècniques
Dins del concepte general de màrqueting de guerrilla, es poden emprar diverses tècniques:
- Ambient media (comunicació ambiental): utilitzar elements quotidians als que se'ls afegeix el missatge relacionat amb el producte. És un recurs molt visual i que crea un gran impacte.
- Ambush marketing (màrqueting d'emboscada): realitzar publicitat de manera indirecta a un esdeveniment que no es patrocina i que, per tant, la marca no té drets publicitaris sobre aquest.
- Stealth marketing (màrqueting silenciós): acte deliberat d'accedir, operar o sortir d'un mercat furtivament i de forma reservada i imprevisible. Les persones s'involucren amb el producte sense saber que formen part de la campanya publicitària de l'empresa. Hi ha controvèrsia sobre els valors ètics o no de la seva aplicació.
- Buzz: microsites (micro webs) que es podem afegir de forma senzilla a blocs digitals.
- Màrqueting de carrer: segons Marcel Saucet i Bernard Cova, es pot emprar el terme màrqueting de carrer com un concepte que general que engloba els punts següents: 
  - Animació de productes.
  - Animacions humanes.
  - Espectacles de tràfic.
  - Accions al descobert: aquestes activitats inclouen la personalització d'elements urbans.
  - Accions d'esdeveniments: Els Flash Mobs (Mobilització espontània) consisteixen en congregar un cert nombre de persones per mitjà d'Internet (o no) arribant a un acció concreta de tipus persuasiva.
- Màrqueting viral: dur a terme una acció (com per exemple un vídeo o una pàgina web), amb la finalitat que s'acabi difonent el màxim possible per Internet. Aquest fenomen provoca que els propis consumidors acabin formant part d'una cadena de publicitaris de forma més o menys inconscient.
- Màrqueting immobiliari: L'empresari espanyol Eduardo Molet va introduir les tècniques de Màrqueting de guerrilla al sector immobiliari tal com narra al seu llibre Vendido, vendido, vendido. Marketing de guerrilla para emprender. El éxito inmobiliario de Eduardo Molet (en català Venut, venut, venut. Màrqueting de guerrilla per a emprendre. L'èxit immobiliari d'Eduardo Molet).